# 2014–2015-ös holland labdarúgókupa
Ez a holland labdarúgókupa 97. szezonja volt. Ezt a sorozatot is a Holland labdarúgó-szövetség rendezte meg.
Összesen 7 fordulóból állt ez a kupasorozat is. Most is minden fordulóban a csapatok egymás ellen csupán egy mérkőzést játszottak le. Az első fordulóban az első és másodosztályú csapatok nem vettek részt. Ezen csapatok csupán a második fordulóban csatlakoztak a többiekhez. Az első fordulót augusztus 27-én rendezték meg, a döntőt pedig május 3-án játszották le, most is a rotterdami De Kuip stadionban. A legtovább eljutó nem elsőosztályú csapat a második ligás Roda Kerkrade volt ebben a szezonban, akik a negyeddöntőben estek ki.
A címvédő PEC Zwolle is bejutott a döntőbe de végül nem sikerült számukra az újabb győzelem. Így 8 év után most sem lett címvédés a kupában. A döntőben az FC Groningen és a címvédésre készülő PEC Zwolle küzdött meg egymás ellen. A döntő előtt mindkét csapatnak nagyjából ugyanakkora esélyt adtak a végső győzelemre, mivel a bajnokságban is közel voltak egymáshoz. Végül az FC Groningen csapatának sikerült megnyernie a döntőt Albert Rusnák duplájával, így történetük során 1. kupagyőzelmüket szerezték meg. A gólkirályi címet az AFC Ajax támadója, a lengyel Arkadiusz Milik szerezte meg az általa lőtt 8 góllal, annak ellenére, hogy csupán 3 mérkőzést játszott a kupában.

## Fordulók dátumai
| Fordulók         | Dátumok                          |
| ---------------- | -------------------------------- |
| Első forduló     | 2014. augusztus 26. és 27.       |
| Második forduló  | 2014. szeptember 23., 24. és 25. |
| Harmadik forduló | 2014. október 28., 29. és 30.    |
| Nyolcaddöntő     | 2014. december 16., 17. és 18.   |
| Negyeddöntő      | 2015. január 27. és 28.          |
| Elődöntő         | 2015. április 7., 8. és 9.       |
| Döntő            | 2015. május 3.                   |

## Részt vevő csapatok
| Bajnokságok        | Klubcsapatok        | Klubcsapatok    | Klubcsapatok        | Klubcsapatok     |
| ------------------ | ------------------- | --------------- | ------------------- | ---------------- |
| Eredivisie (1)     | ADO Den Haag        | Excelsior       | Heracles Almelo     | FC Twente        |
| Eredivisie (1)     | Ajax                | Feyenoord       | NAC Breda           | FC Utrecht       |
| Eredivisie (1)     | AZ Alkmaar          | Go Ahead Eagles | PEC Zwolle          | Vitesse          |
| Eredivisie (1)     | SC Cambuur          | FC Groningen    | PSV Eindhoven       | Willem II        |
| Eredivisie (1)     | FC Dordrecht        | SC Heerenveen   |                     |                  |
| Eerste divisie (2) | Achilles '29        | Fortuna Sittard | NEC Nijmegen        | Sparta Rotterdam |
| Eerste divisie (2) | Almere City FC      | De Graafschap   | FC Oss              | Telstar          |
| Eerste divisie (2) | FC Den Bosch        | Helmond Sport   | RKC Waalwijk        | FC Volendam      |
| Eerste divisie (2) | FC Eindhoven        | MVV Maastricht  | Roda Kerkrade       | VVV-Venlo        |
| Eerste divisie (2) | FC Emmen            |                 |                     |                  |
| Topklasse (3)      | ADO '20             | EVV             | IJsselmeervogels    | Rijnsburgse Boys |
| Topklasse (3)      | AFC                 | GVVV            | Kozakken Boys       | SVV Scheveningen |
| Topklasse (3)      | Ajax (amateurs)     | HBS             | RKSV Leonidas       | Spakenburg       |
| Topklasse (3)      | BVV Barendrecht     | WKE             | FC Lienden          | De Treffers      |
| Topklasse (3)      | vv Capelle          | HHC Hardenberg  | FC Lisse            | VV UNA           |
| Topklasse (3)      | JVC Cuijk           | HSC '21         | ONS Boso Sneek      | VVSB             |
| Topklasse (3)      | Excelsior Maassluis |                 |                     |                  |
| Hoofdklasse (4)    | ASWH                | Flevo Boys      | VV De Bataven       | VV Noordwijk     |
| Hoofdklasse (4)    | VV De Valk          | Haaglandia      | SV Urk              | SV Juliana '31   |
| Hoofdklasse (4)    | FVC                 | ASV De Dijk     | JOS Watergraafsmeer | MSC              |
| Hoofdklasse (4)    | SV DOSKO            |                 |                     |                  |
| Eerste Klasse (5)  | SV Deltasport       | EHC             | Sportlust '46       | ZVV Pelikaan     |
| Eerste Klasse (5)  | DOS '37             |                 |                     |                  |
| Tweede Klasse (6)  | VV Oude Maas        | WAVV            | Stormvogels'28      | RKSV De Ster     |
| Tweede Klasse (6)  | ZSV                 | SC Spirit '30   |                     |                  |
| Derde Klasse (8)   | SC Feyenoord        |                 |                     |                  |

| Szín | Eredmény         |
| ---- | ---------------- |
|      | Győztes          |
|      | Ezüstérmes       |
|      | Elődöntő         |
|      | Negyeddöntő      |
|      | Nyolcaddöntő     |
|      | Harmadik forduló |
|      | Második forduló  |
|      | Első forduló     |

## Első forduló
Ebben a fordulóban 42 amatőr csapat küzdött meg egymás ellen, hogy bekerüljenek a következő fordulóba. Ezeket a mérkőzéseket augusztus 26-án és 27-én rendezték meg.
| 1. csapat               | Eredmény     | 2. csapat               |
| ----------------------- | ------------ | ----------------------- |
| Augusztus 26.           |              |                         |
| Kozakken Boys (3)       | 7 – 0        | Stormvogels 28 (6)      |
| Augusztus 27.           |              |                         |
| VV Capelle (3)          | 3 – 2 (h.u.) | EHC Hoensbroek (5)      |
| DOS'37 (5)              | 6 – 1        | WAVV (6)                |
| ZSV (6)                 | 0 – 4        | FC Lisse (3)            |
| HBS Craeyenhout (3)     | 6 – 1        | SV Juliana '31 (4)      |
| FVC (4)                 | 1 – 2        | Sportlust '46 (5)       |
| ADO'20 (3)              | 0 – 1        | SVV Scheveningen (3)    |
| IJsselmeervogels (3)    | 1 – 3        | JVC Cuijk (3)           |
| ASWH (4)                | 4 – 1        | HSC'21 (3)              |
| Ajax Zaterdag (3)       | 4 – 0        | De Valk (4)             |
| Deltasport (5)          | 1 – 0        | RKSV Leonidas (3)       |
| VV Oude Maas (6)        | 1 – 3        | SV Dosko (4)            |
| WKE (3)                 | 1 – 0        | ZVV Pelikaan (5)        |
| Flevo Boys (4)          | 6 – 2        | Haaglandia (4)          |
| BVV Barendrecht (3)     | 2 – 1 (h.u.) | RKSV De Ster (6)        |
| SC Feyenoord II (7)     | 2 – 4 (h.u.) | ASV De Dijk (4)         |
| MSC (4)                 | 1 – 2        | ONS Boso Sneek (3)      |
| VV De Bataven (4)       | 1 – 3        | SV Urk (4)              |
| JOS Watergraafsmeer (4) | 2 – 1        | VV Noordwijk (4)        |
| EVV (3)                 | 4 – 0        | SC Spirit '30 (6)       |
| FC Lienden (3)          | 0 – 1        | Excelsior Maassluis (3) |

## Második forduló
Az első fordulóból továbbjutott 18 amatőr csapathoz ebben a fordulóban csatlakozott 11 újabb amatőr csapat, 17 Eerste Divisiebeli klub, és a 18 Eredivisiebeli klub.
Ezt a fordulót szeptember 23., 24. és 25. között rendezték meg.
| 1. csapat               | Eredmény              | 2. csapat            |
| ----------------------- | --------------------- | -------------------- |
| Szeptember 23.          |                       |                      |
| Rijnsburgse Boys (3)    | 0 – 3                 | Sparta Rotterdam (2) |
| VV Capelle (3)          | 0 – 1                 | FC Volendam (2)      |
| SVV Scheveningen (3)    | 4 – 1                 | FC Lisse (3)         |
| VVSB (3)                | 1 – 2                 | Vitesse Arnhem (1)   |
| SV Spakenburg (3)       | 3 – 4                 | NAC Breda (1)        |
| Ajax Zaterdag (3)       | 2 – 2 (h.u.) (3−5 b.) | NEC Nijmegen (2)     |
| Almere City FC (2)      | 2 – 2 (h.u.) (2−0 b.) | ADO Den Haag (1)     |
| Deltasport (5)          | 2 – 1                 | Willem Tilburg (1)   |
| Excelsior Maassluis (3) | 1 – 4                 | FC Emmen (2)         |
| Flevo Boys (4)          | 1 – 0                 | DOS'37 (5)           |
| HHC Hardenbergijk (3)   | 1 – 0                 | RKC Waalwijk (2)     |
| Kozakken Boys (3)       | 1 – 2 (h.u.)          | Sportlust '46 (5)    |
| ONS Boso Sneek (3)      | 0 – 3                 | FC Dordrecht (1)     |
| VVV-Venlo (2)           | 0 – 0 (h.u.) (4−2 b.) | FC Eindhoven (2)     |
| Roda Kerkrade (2)       | 2 – 1                 | SC Heerenveen (1)    |
| Szeptember 24.          |                       |                      |
| AFC Amsterdam (3)       | 0 – 2                 | SBV Excelsior (1)    |
| ASV De Dijk (4)         | 4 – 7 (h.u.)          | Fortuna Sittard (2)  |
| HBS Crayenhout (3)      | 1 – 2                 | Heracles Almelo (1)  |
| SV Dosko (4)            | 0 – 1                 | De Graafschap (2)    |
| JOS Watergraafsmeer (4) | 0 – 9                 | AFC Ajax (1)         |
| ASWH (4)                | 2 – 3                 | WKE (3)              |
| BVV Barendrecht (3)     | 1 – 4                 | FC Groningen (1)     |
| De Treffers (3)         | 2 – 1 (h.u.)          | SC Telstar (2)       |
| EVV (3)                 | 0 – 1                 | AZ Alkmaar (1)       |
| FC Den Bosch (2)        | 0 – 4                 | SC Cambuur (1)       |
| JVC Cuijk (3)           | 1 – 2                 | GVVV (3)             |
| MVV Maastricht (2)      | 4 – 3 (h.u.)          | Helmond Sport (2)    |
| PEC Zwolle (1)          | 3 – 2                 | FC Oss (2)           |
| SV Urk (4)              | 2 – 1                 | VV Una (3)           |
| Go Ahead Eagles (1)     | 2 – 0                 | Feyenoord (1)        |
| Szeptember 25.          |                       |                      |
| Achilles'29 (2)         | 1 – 3                 | FC Twente (1)        |
| PSV Eindhoven (1)       | 2 – 0                 | FC Utrecht (1)       |

## Harmadik forduló
Ebben a fordulóban a 13 még versenyben levő első osztályú klub közül 11 jutott tovább. A legalacsonyabban rangsorolt klubok pedig a két 5.ligás Deltasport és Sportlust'46 voltak, mindketten kiestek.
A forduló mérkőzéseit október 28-án, 29-én és 30-án rendezték.
| 1. csapat           | Eredmény              | 2. csapat            |
| ------------------- | --------------------- | -------------------- |
| Október 28.         |                       |                      |
| SV Urk (4)          | 0 – 4                 | AFC Ajax (1)         |
| De Graafschap (2)   | 4 – 1                 | Deltasport (5)       |
| Fortuna Sittard (2) | 2 – 3 (h.u.)          | NAC Breda (1)        |
| Heracles Almelo (1) | 6 – 2                 | FC Emmen (2)         |
| VVV-Venlo (2)       | 2 – 0                 | MVV Maastricht (2)   |
| Vitesse Arnhem (1)  | 2 – 1                 | FC Dordrecht (1)     |
| Október 29.         |                       |                      |
| Almere City FC (2)  | 1 – 5                 | PSV Eindhoven (1)    |
| SC Cambuur (1)      | 2 – 0 (h.u.)          | SVV Scheveningen (3) |
| FC Volendam (2)     | 3 – 0                 | Sportlust '46 (5)    |
| Flevo Boys (4)      | 1 – 8                 | FC Groningen (1)     |
| GVVV (3)            | 0 – 5                 | AZ Alkmaar (1)       |
| PEC Zwolle (1)      | 6 – 1                 | HHC Hardenberg (3)   |
| Go Ahead Eagles (1) | 0 – 0 (h.u.) (4–5 b.) | FC Twente (1)        |
| Október 30.         |                       |                      |
| De Treffers (3)     | 1 – 3                 | NEC Nijmegen (2)     |
| WKE (3)             | 0 – 3                 | Excelsior (1)        |
| Roda Kerkrade (2)   | 4 – 2 (h.u.)          | Sparta Rotterdam (2) |

## Nyolcaddöntő
A forduló mérkőzéseit december 16-án, 17-én és 18-án rendezték. Viszont az egyik mérkőzést (Roda-PSV) el kellett halasztani, és csak január 20-án tudták megrendezni. Egyet kivéve az összes továbbjutó helyet Eredivisie-csapatok szerezték meg, a maradék egy helyet pedig az idén Eerste Divisie-ben szereplő Roda Kerkrade-nak sikerült. Így idén ők az egyetlen nem elsőosztályú csapat, akik a legtovább jutottak el.
| 1. csapat           | Eredmény     | 2. csapat          |
| ------------------- | ------------ | ------------------ |
| December 16.        |              |                    |
| VVV-Venlo (2)       | 0 – 1        | PEC Zwolle (1)     |
| Heracles Almelo (1) | 0 – 3        | SC Cambuur (1)     |
| December 17.        |              |                    |
| De Graafschap (2)   | 2 – 4        | FC Twente (1)      |
| AZ Alkmaar (1)      | 2 – 1        | NEC Nijmegen (2)   |
| FC Groningen (1)    | 3 – 0        | FC Volendam (2)    |
| December 18.        |              |                    |
| Excelsior (1)       | 6 – 0        | NAC Breda (1)      |
| AFC Ajax (1)        | 0 – 4        | Vitesse Arnhem (1) |
| Január 20.          |              |                    |
| Roda Kerkrade (2)   | 3 - 2 (h.u.) | PSV Eindhoven (1)  |

## Negyeddöntő
Ezen fordulóban szereplő csapatok közül 1 kivételével már mindegyik első osztályú volt. Csupán a második ligás Roda Kerkrade volt az egyetlen alacsonyabb osztályú csapat. A forduló végeztével viszont már nem történt meglepetés, mivel az elődöntőbe már csak Eredivisie-beli csapatok kerültek be.
| 2015. január 27. 18:30 |

| SC Cambuur (1)           | 2–3 (h.u.) | PEC Zwolle (1)                                  |
| ------------------------ | ---------- | ----------------------------------------------- |
| Furdjel Narsingh 55' 60' | (0–1)      | Thomas Lam 24' Ryan Thomas 50' Jody Lukoki 108' |

| Cambuurstadion, Cambuur Nézőszám: 7.834 |

| 2015. január 27. 20:45 |

| Twente Enschede (1)                    | 3–0   | AZ Alkmaar (1) |
| -------------------------------------- | ----- | -------------- |
| Luc Castaignos 24' Hakím Zíjes 44' 62' | (2–0) |                |

| De Grolsch Veste, Enschede Nézőszám: 18.600 |

| 2015. január 28. 18:30 |

| Roda Kerkrade (2) | 1–4   | Excelsior (1)                                               |
| ----------------- | ----- | ----------------------------------------------------------- |
| Anco Jansen 77'   | (0–3) | Ninos Gouriye 16' Jurgen Mattheij 30' Tom van Weert 34' 84' |

| Parkstad Limburg Stadion, Kerkrade Nézőszám: 6.125 |

| 2015. január 28. 20:45 |

| FC Groningen (1)                                                                  | 4–0   | Vitesse Arnhem (1) |
| --------------------------------------------------------------------------------- | ----- | ------------------ |
| Tjaronn Chery 63' Michael de Leeuw 66' Yoëll van Nieff 76' Maikel Kieftenbeld 78' | (0–0) | Guram Kashia 61′   |

| Euroborg, Groningen Nézőszám: 12.458 |

## Elődöntő
Ahogy az utóbbi szezonokban, úgy idén is az elődöntőben már csak Eredivisie-ban szereplő csapatok vettek részt. Viszont idén egy nagyobb klub sem jutott el idáig, csupán az idén gyenge szezont futó FC Twente-nek sikerült eljutnia. Ezáltal egy nagy rangadó sem volt. A címvédő PEC Zwolle viszont idén is nagy meglepetésre eljutott az elődöntőbe és innen is továbblépett, így esélyük nyílt az újabb kupagyőzelemre. Rajtuk kívül még az FC Groningen jutott be a döntőbe.
| 2015. április 7. 20:00 |

| Twente Enschede (1) | 1–1 (h.u.) (büntetőkkel 2 - 4) | PEC Zwolle (1) |
| ------------------- | ------------------------------ | -------------- |
| Mokhtar 87'         | (0–0)                          | Brama 82'      |

| De Grolsch Veste, Enschede Nézőszám: 30.000 |

| 2015. április 8. 20:00 |

| FC Groningen (1)                  | 3–0   | Excelsior (1) |
| --------------------------------- | ----- | ------------- |
| Hateboer 40' Rusnák 53' Chery 88' | (1–0) |               |

| Euroborg, Groningen Nézőszám: 22.000 |

## Döntő
Mivel már az elődöntőben sem voltak jelen a nagy és erős klubok, így a döntőt is olyanok játszották akikre a szezon elején nem sokan gondoltak volna. A tavalyi – nagy meglepetésre – végső győztes PEC Zwolle idén is váratlanul eljutott a döntőig, viszont idén nem sikerült nekik az újabb kupa megszerzése. Ellenfele pedig a bajnokságban csupán 8. helyen végző FC Groningen lett, akik a döntőben mutatott jó játékukkal leutánozták a PEC Zwolle tavalyi teljesítményét és megnyerték történetük során az első holland kupát.
| 2015. május 3. 18:00 |

| FC Groningen (1)      | 2–0               | PEC Zwolle (1) |
| --------------------- | ----------------- | -------------- |
| Albert Rusnák 64' 75' | (0-0) Jegyzőkönyv |                |

| De Kuip, Rotterdam Nézőszám: 50.000 Játékvezető: Richard Liesveld |

| FC Groningen:     |    |                      |     |
|                   |    |                      |     |
| GK                | 1  | Sergio Padt          |     |
| RB                | 2  | Johan Kappelhof      |     |
| CB                | 3  | Eric Botteghin       |     |
| CB                | 21 | Rasmus Lindgren      |     |
| LB                | 5  | Lorenzo Burnet       | 46' |
| CM                | 22 | Simon Tibbling       |     |
| CM                | 6  | Maikel Kieftenbeld   |     |
| CM                | 10 | Tjaronn Chery        |     |
| RW                | 14 | Mimoun Mahi          | 62' |
| CF                | 8  | Michael de Leeuw     | 86' |
| LW                | 11 | Albert Rusnák        |     |
| Cserék:           |    |                      |     |
| DF                | 33 | Hans Hateboer        | 46' |
| FW                | 7  | Jarchinio Antonia    | 62' |
| MF                | 38 | Juninho Bacuna       | 86' |
| GK                | 26 | Peter van der Vlag   |     |
| DF                | 4  | Martijn van der Laan |     |
| MF                | 20 | Yoëll van Nieff      |     |
| FW                | 23 | Nick van der Velden  |     |
| Edző:             |    |                      |     |
| Erwin van de Looi |    |                      |     |

| PEC Zwolle: |    |                   |     |
|             |    |                   |     |
| GK          | 1  | Warner Hahn       |     |
| RB          | 2  | Bram van Polen    |     |
| CB          | 28 | Thomas Lam        | 81' |
| CB          | 14 | Joost Broerse     | 65' |
| LB          | 5  | Bart van Hintum   |     |
| CM          | 6  | Mustafa Saymak    |     |
| CM          | 23 | Ben Rienstra      |     |
| AM          | 11 | Jesper Drost      |     |
| RW          | 7  | Jody Lukoki       |     |
| CF          | 15 | Tomáš Necid       |     |
| LW          | 30 | Ryan Thomas       | 81' |
| Cserék:     |    |                   |     |
| DF          | 3  | Trent Sainsbury   | 65' |
| FW          | 10 | Stef Nijland      | 81' |
| FW          | 17 | Sheraldo Becker   | 81' |
| GK          | 16 | Kevin Begois      |     |
| MF          | 19 | Rick Dekker       |     |
| FW          | 21 | Wout Brama        |     |
| DF          | 22 | Aleksandr Bjelica |     |
| Edző:       |    |                   |     |
| Ron Jans    |    |                   |     |

| HOLLAND-KUPA 2014/15         |
| ---------------------------- |
| FC Groningen 1. kupagyőzelem |

## Fordulónként részt vevő csapatok
Ezen táblázat azt mutatja, hogy az idei kupasorozat fordulóiban melyik bajnokságból mennyi csapat szerepelt.
| Bajnokság          | Első forduló     | Második forduló | Harmadik forduló | Nyolcaddöntő | Negyeddöntő | Elődöntő   | Döntő      | Győztes  |
| ------------------ | ---------------- | --------------- | ---------------- | ------------ | ----------- | ---------- | ---------- | -------- |
| Eredivisie (1)     | nem vettek részt | 18 (28,2%)      | 13 (40,6%)       | 11 (68,75%)  | 7 (87,5%)   | 4 (100%)   | 2 (100%)   | 1 (100%) |
| Eerste divisie (2) | nem vettek részt | 17 (26,6%)      | 10 (31,3%)       | 05 (31,25%)  | 1 (12,5%)   | 1 (12,5%)  | 1 (12,5%)  |          |
| Topklasse (3)      | 17 (42,9%)       | 20 (31,3%)      | 05 (15,6%)       | 05 (15,6%)   | 05 (15,6%)  | 05 (15,6%) | 05 (15,6%) |          |
| Hoofdklasse (4)    | 13 (31%)         | 06 (9,4%)       | 02 (6,3%)        | 02 (6,3%)    | 02 (6,3%)   | 02 (6,3%)  | 02 (6,3%)  |          |
| Eerste klasse (5)  | 05 (12%)         | 03 (4,7%)       | 02 (6,3%)        | 02 (6,3%)    | 02 (6,3%)   | 02 (6,3%)  | 02 (6,3%)  |          |
| Tweede Klasse (6)  | 06 (14%)         | 06 (14%)        | 06 (14%)         | 06 (14%)     | 06 (14%)    | 06 (14%)   | 06 (14%)   |          |
| Derde Klasse (8)   | 01 (02%)         | 01 (02%)        | 01 (02%)         | 01 (02%)     | 01 (02%)    | 01 (02%)   | 01 (02%)   |          |
| CSAPATOK SZÁMA     | 42               | 64              | 32               | 16           | 8           | 4          | 2          | 1        |

## Góllövőlista
Íme az idei kupasorozat végleges góllövőlistája. Az idei gólkirály az AFC Ajax lengyel középcsatára, Arkadiusz Milik lett aki 8 gólt lőtt idei három mérkőzésén. Ennél több gólt utoljára a 2004/2005-ös kupa gólkirálya, a holland Dennis de Nooijer lőtt.
| POS.                      | JÁTÉKOS                   | CSAPAT                    | GÓLOK |
| ------------------------- | ------------------------- | ------------------------- | ----- |
| 1                         | Arkadiusz Milik           | AFC Ajax                  | 8     |
| 2                         | Michael de Leeuw          | FC Groningen              | 7     |
| 3                         | Oussama Tannane           | Heracles Almelo           | 5     |
| 4                         | Hakím Zíjes               | Twente Enschede           | 4     |
| 4                         | Thomas Lam                | PEC Zwolle                | 4     |
| 6                         | Tom van Weert             | Excelsior                 | 3     |
| 6                         | Luc Castaignos            | Twente Enschede           | 3     |
| 6                         | Henk Veerman              | FC Volendam               | 3     |
| 6                         | Tjeerd Westdijk           | HBS-Craeyenhout           | 3     |
| 6                         | Sjoerd Ars                | NEC Nijmegen              | 3     |
| 6                         | Marc Höcher               | Roda Kerkrade             | 3     |
| 6                         | Bertrand Traoré           | Vitesse Arnhem            | 3     |
| 6                         | Marvin Bedaf              | DOSKO Bergen              | 3     |
| 6                         | Yael Heatubun             | EVV                       | 3     |
| 6                         | Timon Rorije              | Flevo Boys                | 3     |
| 6                         | Serginho van Axel-Dongen  | ASWH Ido-Ambacht          | 3     |
| 6                         | Albert Rusnák             | SC Cambuur / FC Groningen | 3     |
| 18                        | 41 játékos                | 41 játékos                | 2     |
| 59                        | 176 játékos               | 176 játékos               | 1     |
| Öngólok                   | Öngólok                   | Öngólok                   | 6     |
| Összes gól:               | Összes gól:               | Összes gól:               | 328   |
| Összes mérkőzés:          | Összes mérkőzés:          | Összes mérkőzés:          | 84    |
| Mérkőzésenkénti gólátlag: | Mérkőzésenkénti gólátlag: | Mérkőzésenkénti gólátlag: | 3,90  |